# Невилл, Ричард, 5-й граф Солсбери
Ричард Невилл (англ. Richard Neville; ок. 1400 — 30 декабря 1460) — 5-й граф Солсбери (по праву жены) с 1428, лорд-канцлер 1454—1455, сын Ральфа де Невилла, 1-го графа Уэстморленда, и его второй жены, Джоанны Бофорт, незаконнорождённой дочери Джона Гонта, герцога Ланкастера, и Екатерины Суинфорд.

## Биография

### Наследство
Ричард происходил из знатного и влиятельного рода Невилл, владения которого располагались на севере Англии. По матери он был внуком Джона Гонта, герцога Ланкастера, и племянником короля Англии Генриха IV. Благодаря близкому родству с Ланкастерами Ричард смог удачно жениться на Элис Монтегю, наследнице графа Солсбери. Точная дата брака неизвестна, но это произошло до февраля 1421 года. После того, как в 1428 году умер тесть Ричарда, Томас Монтегю, граф Солсбери, у которого не было сыновей, Ричард Невилл и его жена Элис были утверждены как граф и графиня Солсбери.
После смерти в 1425 году отца Ричарда, Ральфа, основную часть владений, включая титул графа Уэстморленда, унаследовал племянник Ричарда — Ральф Невилл. При этом часть поместий унаследовала мать Ричарда, Джоанна Бофорт, управлявшая ими до своей смерти в 1440 году. После этого из-за поместий разгорелся длительный спор между Ричардом, графом Солсбери, и Ральфом, графом Уэстморлендом, но в итоге Ричард согласился пойти на уступки и в 1443 году заключил с братом договор.

### Хранитель западной марки
Для защиты границы с Шотландией существовали две марки — Восточная (с центром в Берик-апон-Туид) и Западная (с центром в Карлайле). В XIV веке Хранителями обеих марок были представители рода Перси, но после восстания против короля Генриха IV Ральфу Невиллу, отцу Ричарда, было приказано занять обе марки. После вступления на престол Генриха V к 1417 года Восточная марка была возвращена Перси, но хранителями Западной марки должны были быть представители дома Невилл.
В марте 1420 года король Генрих V назначил Ричарда Невилла хранителем западной марки. Этот пост в мирное время приносил значительный доход. Кроме того, в отличие от Кале там не нужно было держать постоянный гарнизон. При этом постоянные набеги шотландцев повышали военный уровень солдат. Кроме поста хранителя Ричард был назначен мировым судьей в Камберленде, Уэстморленде и Дареме.
В 1431 году Ричард сопровождал молодого короля Генриха VI во Францию для коронации, а по возвращении стал ещё и хранителем Восточной марки. Однако в 1436 году Ричард оставил обе должности, за это корона выплатила ему большую денежную компенсацию.
В том же году Ричард Невилл сопровождал Ричарда, герцога Йорка, женатого на его сестре Сесилии, в походе во Францию. В Англию граф Солсбери вернулся в 1437 году, став в ноябре членом королевского совета. Занятый спором о наследстве со старшим братом, Ричард не поднимал вопрос о передаче ему Шотландских марок до 1443 года, когда он был вновь назначен хранителем Западной марки.
В 1438 году Ричард Невилл был посвящён в рыцари Ордена Подвязки.

### Вражда между Невиллами и Перси
К концу 1443 года позиции Ричарда Невилла на севере были сильны как никогда, он был членом королевского совета, хранителем Западной марки, его поддерживали братья, Роберт, епископ Дарема, и Уильям, управлявший замком Роксбург. Его старшие сын и дочь сделали великолепные партии: Ричард был женат на Анне, дочери Ричарда де Бошана, графа Уорика, а дочь Сесили была выдана замуж за Генри, сына графа Уорика.
Однако в это время Ричард Невилл постепенно лишается поддержки короля Генриха VI, который, став взрослым, взял власть в свои руки и ориентировался только на свою ближайшую родню, а граф Солсбери в её состав не входил. Это сыграло свою роль в последовавших событиях.
Владения Невиллов были сосредоточены в основном в северном Йоркшире и Дареме. При этом их соперники, Перси, носившие титул графов Нортумберленда, владели землями, разбросанными по всей северной Англии. Как хранитель Западной марки граф Солсбери был достаточно богат для того, чтобы нанимать арендаторов Перси, что вызывало недовольство у Генри Перси, 2-го графа Нортумберленда, который не мог конкурировать в экономической мощи с Ричардом Невиллом. При этом у Генри Перси нашелся союзник в лице сводного брата Ричарда — Ральфа, графа Уэстморленда, который был женат на Элизабет, сестре Генри.
В 1453 году между Невиллами и Перси разразилась настоящая война, в которой участвовали дети графов Солсбери и Нортумберленда. Особенно усердствовали Томас Перси, барон Эгремонт, второй сын графа Нортумберленда, и Джон Невилл, 3-й сын графа Солсбери.

### Война Алой и Белой розы
Летом 1453 года король Генрих VI тяжело заболел. Регентом на время болезни короля был назначен герцог Ричард Йоркский, который в 1454 году назначил Ричарда Невилла верховным канцлером. После выздоровления Генриха в конце 1454 года его жена, Маргарита Анжуйская, добилась изгнания герцога Йоркского и его сторонников. Ричард Невилл был смещён со своего поста в числе других сторонников Ричарда Йоркского и последовал за ним.
Весной 1455 года королева Маргарита и её советники созвали большой совет с целью «защитить короля от его врагов», но йоркистов там не было. Ричард Йоркский вместе с графом Солсбери и его сыном, графом Уориком, собрали армию и двинулись на юг, чтобы добиться встречи с королём. Навстречу им двинулась армия короля Генриха VI. 22 мая состоялась битве при Сент-Олбансе, в которой армия Ричарда Йоркского напала на армию короля Генриха VI и устроила резню. При этом король был ранен, погибло несколько знатных сторонников ланкастерцев, в том числе и Генри Перси, граф Нортумберленд. Начавшаяся серия конфликтов получила название войны Алой и Белой розы.
23 сентября 1459 года Ричард Невилл командовал йоркистской армией в битве при Блор Хиф, разбивший ланкастрианскую армию королевы Маргариты. После победы Ричард Невилл объединился с армиями сына, Ричарда, графа Уорика, и герцога Йоркского, но 12 октября их армия была разбита в битве при Ладфорд Бридже. Герцог Йоркский бежал в Ирландию, а графы Солсбери и Уорик — в Кале.
В 1460 году граф Солсбери вернулся в Англию, где Ричард Йоркский был объявлен парламентом наследником короля Генриха VI. Против герцога двинулась армия королевы Маргариты. 30 декабря произошла битва при Уэйкфилде, в которой погибли многие знатные йоркисты, в том числе и герцог Ричард Йоркский и Ричард Невилл, граф Солсбери. В числе погибших был и один из сыновей Ричарда Невилла, графа Солсбери, Томас, который попал в плен и был по приказу королевы Маргариты Анжуйской обезглавлен.
Титул графа Солсбери унаследовал Ричард Невилл, граф Уорик, по праву старшего сына.

## Семья

### Брак и дети
Жена: ранее февраля 1421 Элис Монтегю (18 октября 1405 — ок. 1462), дочь Томаса Монтегю, 4-го графа Солсбери, и Элеоноры Холланд, дочери Томаса Холланда, 2-го графа Кентского. Дети:
- Джоан (ок. 1423 — ок. 1462); муж: с после 17 августа 1438 Уильям Фицалан (23 ноября 1417—1487), 16-й граф Арундел с 1438, 6-й барон Мальтраверс
- Сесилия (ок. 1426 — 28 июля 1450); муж: с 1434 Генри де Бошан (21 марта 1425 — 11 июня 1446), 14-й граф Уорик с 1439, 1-й герцог Уорик с 1445
- Ричард Делатель королей (22 ноября 1428 — 14 апреля 1471), 16-й граф Уорик с 1449, 6-й граф Солсбери с 1460
- Томас (ок. 1429 — 30 декабря 1460)
- Элис (ок. 1430 — после 22 ноября 1503); муж: Генри Фицхью (1429/1435 — 8 июня 1432), 5-й барон Фицхью с 1452
- Джон (ок. 1431 — 13 апреля 1471), граф Нортумберленд 1464—1470, 1-й маркиз Монтегю с 1471
- Джордж (ок. 1433 — 8 июня 1476), архиепископ Йоркский с 1465, лорд-верховный канцлер Англии 1470—1471
- Кэтрин (ок. 1435—1503/1504); 1-й муж: ранее 1458 Уильям Бонвилл (ок. 1442 — 30 декабря 1460), 6-й барон Харингтон; 2-й муж: с 6 февраля 1461 Уильям Гастингс (ок. 1440 — 20 июня 1483), 1-й барон Гастингс из Эшби де ла Зуш
- Элеанор (ок. 1438 — до 1482); муж: с после 10 мая 1457 Томас Стэнли (1435 — 29 июля 1504), 2-й барон Стэнли и король острова Мэн с 1459, 1-й граф Дерби с 1485
- Ральф (ок. 1440 — ?)
- Маргарет (ок. 1444 — после 20 ноября 1506); муж: с после 1459 Джон де Вер (8 сентября 1442 — 10 марта 1513), 13-й граф Оксфорд с 1462
- Роберт (1446 — ?)